# Werner Engel (Maler)

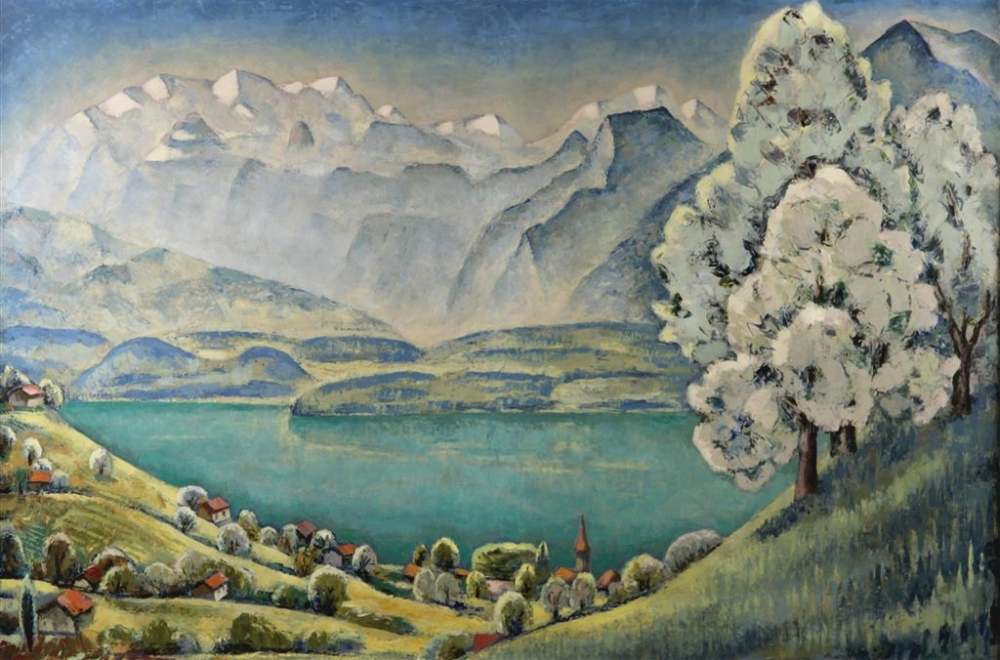
See vor Gebirgskette, 1939

Werner Emil Engel (* 22. August 1880 in Thun; † 18. Juni 1941 ebenda) war ein Schweizer Maler und Grafiker.

## Leben und Werke
Engel war bis 1902 als Fotograf tätig. Er studierte dann an der Kunstgewerbeschule in Bern und 1905 an der Kunstgewerbeschule in München, wo ihn Maximilian Dasio unterrichtete. 1907 wechselte er zu Robert Poetzelberger nach Stuttgart. Ausserdem hielt er sich zu Studienzwecken in Italien, Südfrankreich und Paris auf. Ab 1905 beteiligte er sich an Ausstellungen, unter anderem in Paris. Werke Engels gelangten in Museen in Solothurn, Thun und Bern. Er illustrierte das Werk Berner Oberland in Sage und Geschichte von Hermann Hartmann, Paul Becks Thun-Führer sowie sein eigenes Buch Mein Thun.